# دار العقبة (النادرة)

تعديل مصدري - تعديل

دار العقبة محلة تابعة لقرية رباط عمقة، التابعة لعزلة عمقة بمديرية النادرة إحدى مديريات محافظة إب في الجمهورية اليمنية، بلغ تعداد سكانها 30 حسب تعداد اليمن لعام 2004.